# 拉讷 (洛特-加龙省)
拉讷（法語：Lannes，法語發音：[lan]）是法国洛特-加龙省的一个市镇，属于内拉克区。

## 地理
拉讷（44°2'8"N, 0°17'36"E）面积32.4 平方千米，位于法国新阿基坦大区洛特-加龍省，该省份为法国西南部内陆省份，北起多爾多涅省，西接吉倫特省和朗德省，南至热尔省，东临塔恩-加龙省和洛特省。
与拉讷接壤的市镇（或旧市镇、城区）包括：梅赞、孔東、富尔塞斯、奥斯河畔拉罗克、蒙克拉博。

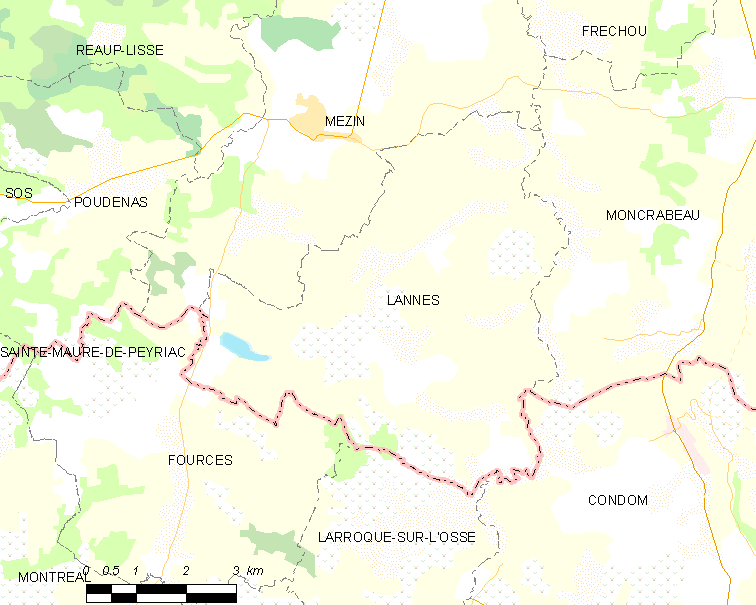
的OSM定位图

拉讷的时区为UTC+01:00、UTC+02:00（夏令时）。

## 行政
拉讷的邮政编码为47170，INSEE市镇编码为47134。

## 政治
拉讷所属的省级选区为阿尔布雷县。

## 人口

1962-2008年间人口变化图示

拉讷于2022年1月1日时的人口数量为361人。